# Lampa naftowa

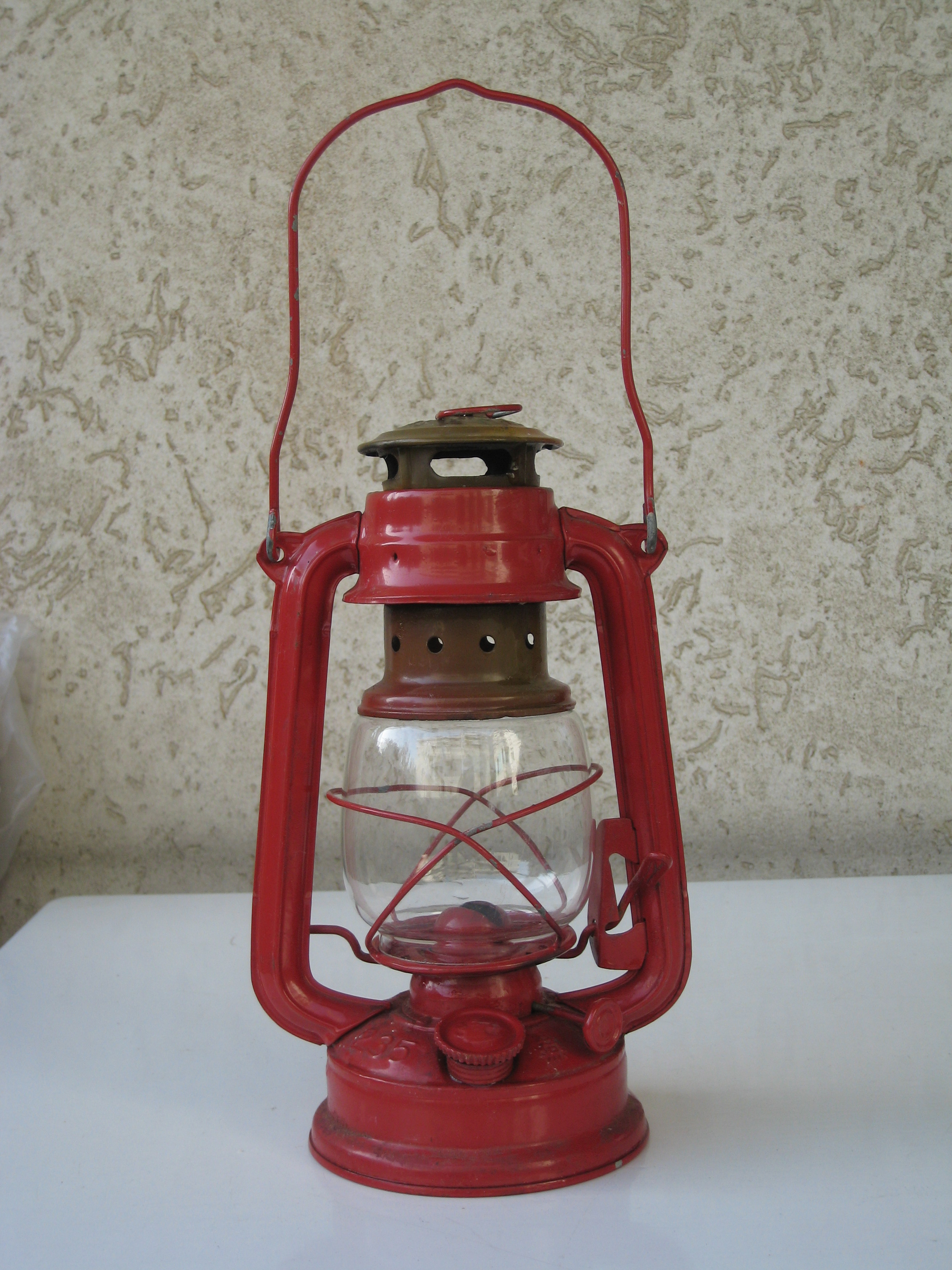
Przenośna lampa naftowa

Lampa naftowa – rodzaj lampy, emitującej światło poprzez spalanie nafty. Była efektem prac nad destylacją ropy naftowej. Odkrycie to miało bezpośredni wpływ na rozwój przemysłu naftowego. Pierwszą lampę naftową skonstruował polski farmaceuta Ignacy Łukasiewicz w 1853 we Lwowie.

## Historia

### Wydestylowanie nafty
Wynalezienie lampy naftowej wiąże się z próbami, szczególnie intensywnymi w pierwszej połowie XIX wieku, otrzymania paliwa wydajniejszego i tańszego niż dotychczas stosowane różne gatunki olejów i ich mieszanin.
Nafta została po raz pierwszy wytworzona z naturalnego asfaltu przez Abrahama Gesnera, który użył jej jako paliwa w lampach na olej. Z ropy naftowej jako pierwszy wydestylował ją i zbadał jej właściwości polski chemik Filip Walter.
Badania nad przeróbką ropy prowadził następnie Ignacy Łukasiewicz. Stosując destylację frakcyjną uzyskał w temperaturze do 250 °C preparat pozbawiony lekkich frakcji, oddzielił go w aparaturze od węglowodorów ciężkich, potem rafinował stężonym roztworem kwasu siarkowego i otrzymał na przełomie 1852–1853 naftę. Wyeliminowanie najlżejszych frakcji uczyniło preparat bezpiecznym przez podwyższenie temperatury zapłonu. Nafta pozbawiona ciężkich składników nie kopciła przy spalaniu.

### Powstanie i popularyzacja

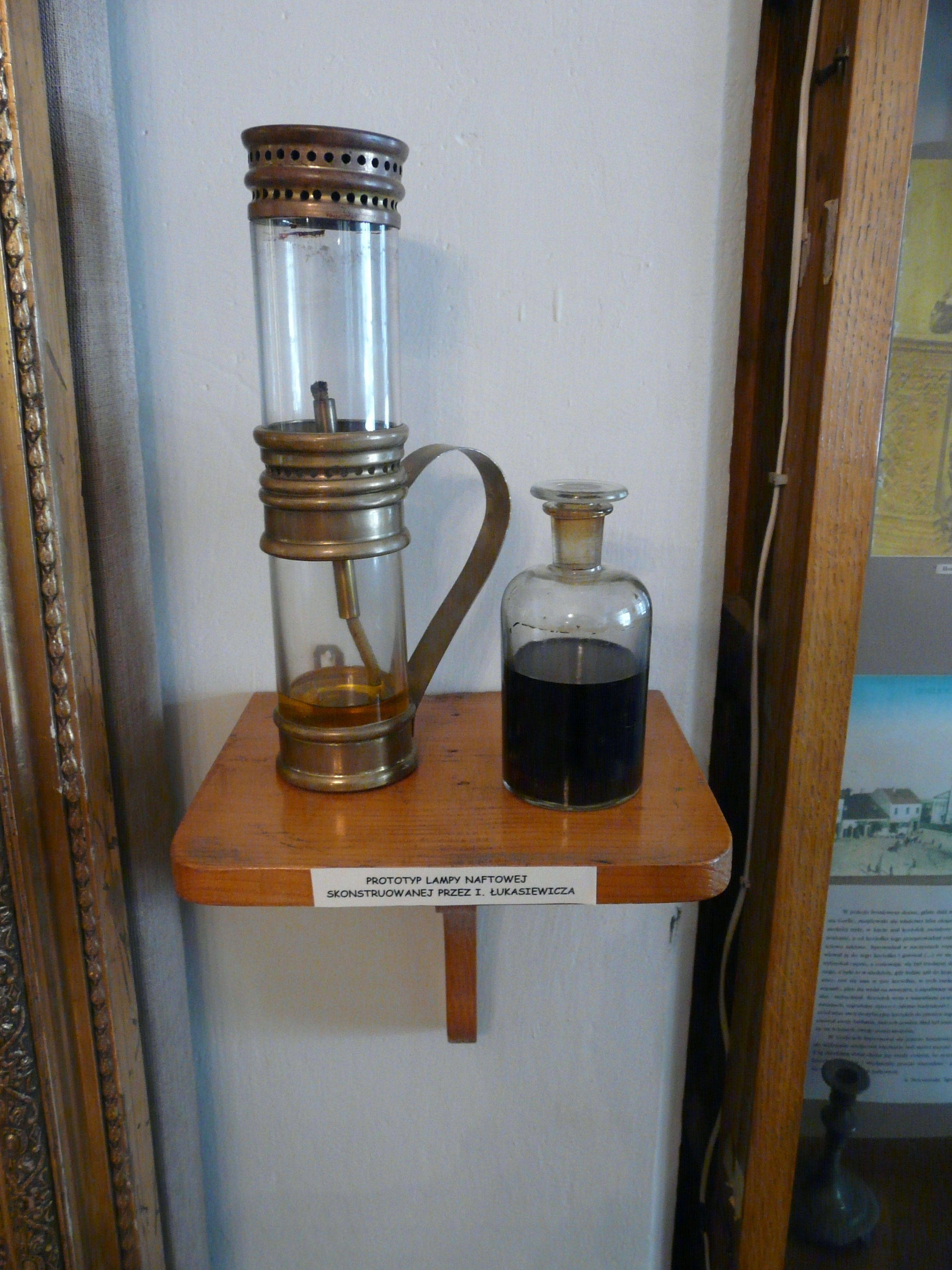
Model zbliżony do niezachowanego prototypu lampy Łukasiewicza. W oryginale zbiornik i kominek nie były ze szkła, a odpowiednio z blachy oraz miki. Muzeum Regionalne PTTK w Gorlicach.

Za twórcę lampy naftowej, w jej użytkowej, klasycznej formie uznaje się Ignacego Łukasiewicza, który zaprojektował jej prototyp wykonany następnie przez blacharza Adama Bratkowskiego. Nowa konstrukcja powstała w celu oceny efektywności nafty, do czego nie nadawały się popularne lampy olejne (ich zbiorniki przy zastosowaniu nafty ulegały rozsadzeniu). Nowa lampa projektu Łukasiewicza była masywna i składała się z cylindrycznego blaszanego zbiornika na naftę, który służył jako zabezpieczenie przed ewentualnym wybuchem paliwa jakie miały miejsce w lampach olejowych. Na zbiornik założona była metalowa rura z okienkiem z miki i otworami zapewniającym przepływ powietrza. Zanurzony w zbiorniku knot otworem wyprowadzony był ponad zbiornik do metalowej rury. Wystający z rury knot zapewniał siłami kapilarnymi dopływ nafty i powstawanie oparów, które się paliły. W marcu 1853 pierwsza lampa naftowa zabłysła we lwowskiej aptece Piotra Mikolascha, w której pracował Łukasiewicz.
Pierwsze egzemplarze nie dawały jednak w pełni zadowalających efektów. Siła światła wytwarzanego przez nową lampę nie przekraczała 10–15 świec. Kolejne, już ulepszone lampy po raz pierwszy zostały zastosowane do oświetlenia szpitala we Lwowie i 31 lipca 1853 przeprowadzono tam pierwszą operację nocną z ich wykorzystaniem. Później coraz powszechniej używane lampy naftowe przejęły zewnętrzną budowę od lamp olejowych z pierwszej połowy XIX wieku. Nad ich udoskonalaniem pracowało wielu wynalazców, między innymi Rudolf Ditmar, Schuster i Bär. Do powszechnego użytku weszły w latach 1860–1865, stanowiąc w drugiej połowie XIX wieku najpopularniejszy i tani sposób oświetlenia wnętrz mieszkalnych, aż do ich wyparcia przez oświetlenie elektryczne i żarówki.
Lampa naftowa okazała się dalece wydajniejsza od zwykłych świec, a tańsza w eksploatacji od lamp olejnych i oświetlenia gazowego. Wynalazek lampy i otrzymanie nafty przyczyniły się bezpośrednio do powstania przemysłu naftowego, najpierw jako drobnych spółek, a potem wielkich kompanii. 

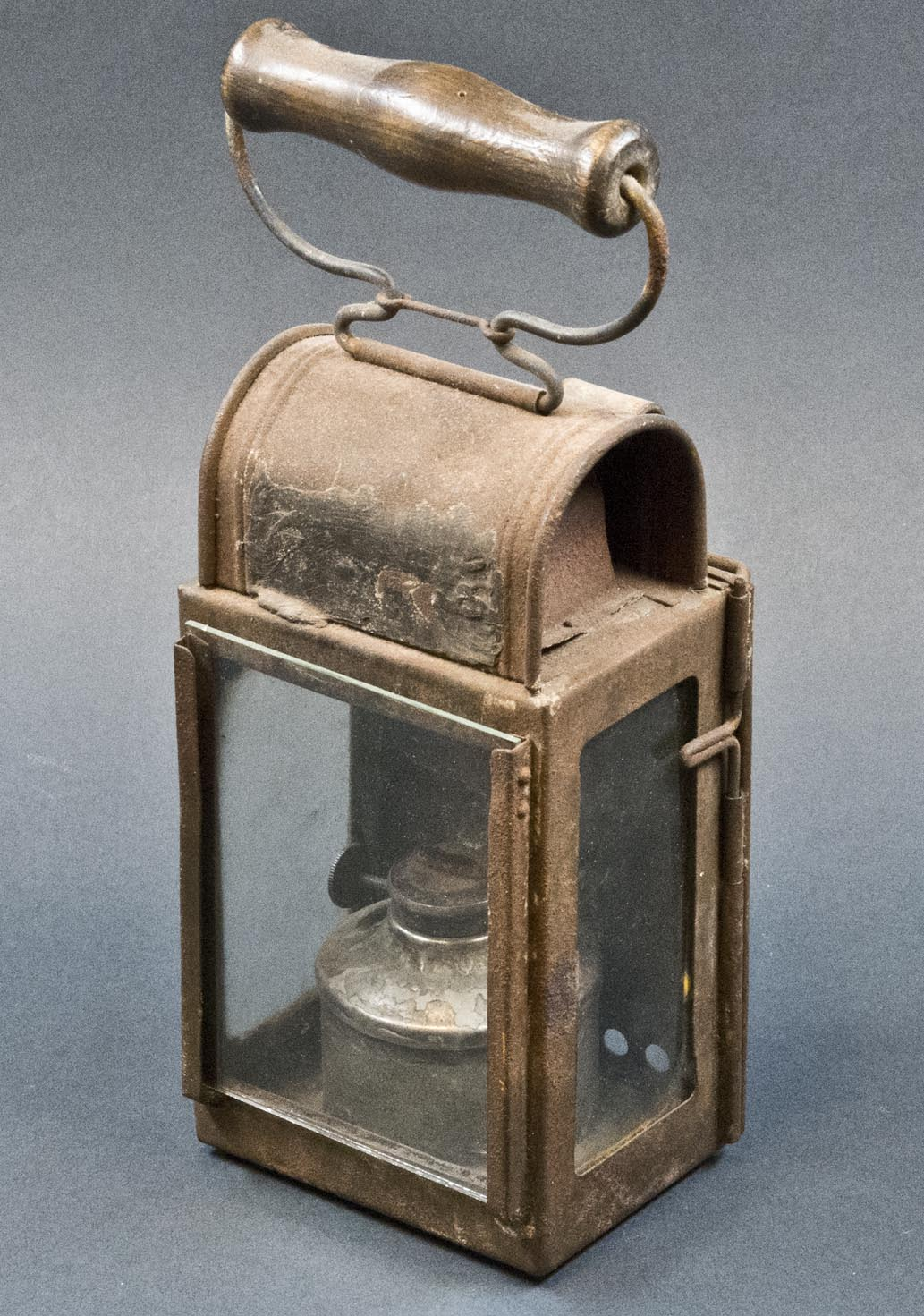
Kolejowa lampa naftowa
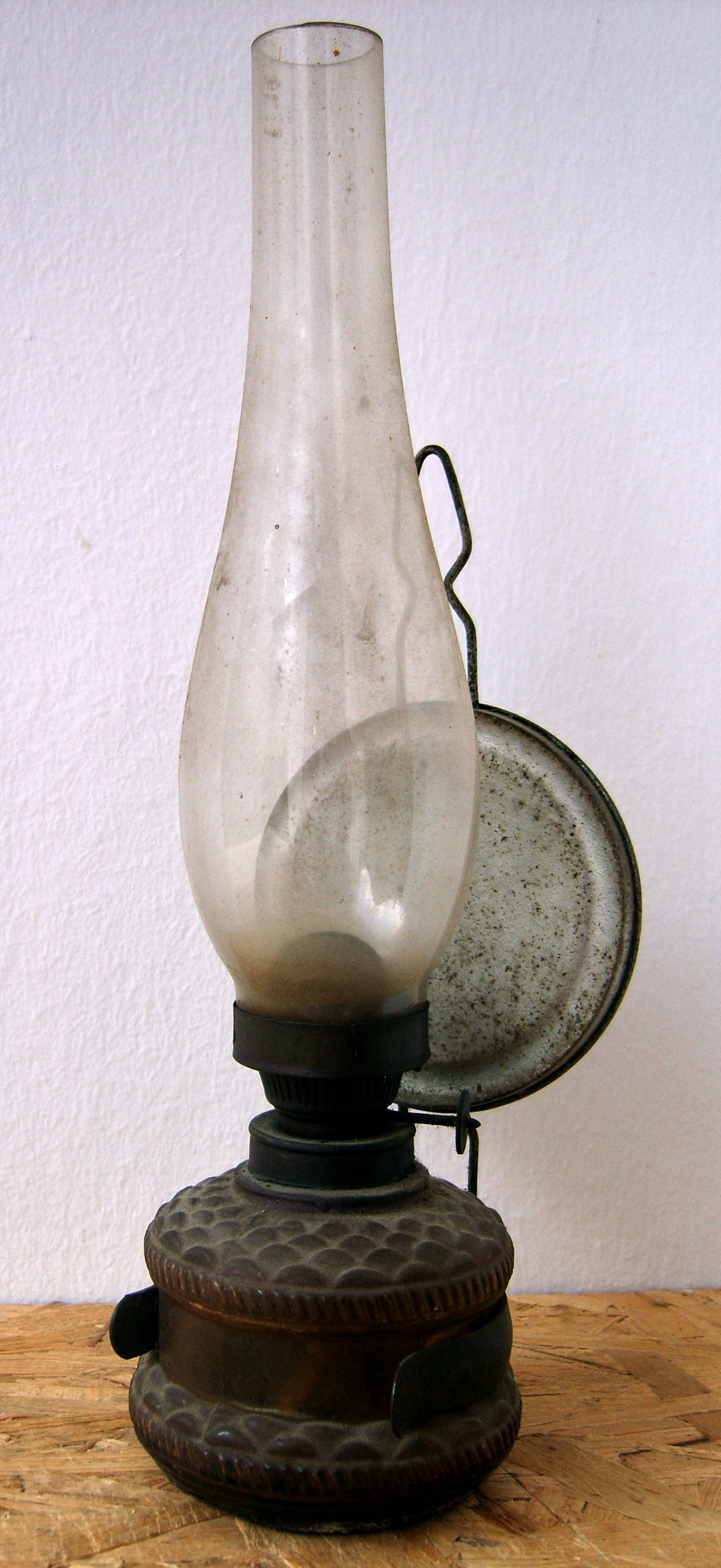
Domowa lampa naftowa
Motyw lampy naftowej na herbie gminy Ropa